# ГЕС-ГАЕС Châtelard-Barberine
ГЕС-ГАЕС Châtelard-Barberine — гідроелектростанція на південному заході Швейцарії. Становить верхній ступінь у складі гідровузла, створеного в сточищі L'Eua Noire (ліва притока Рони) на ресурсі з річок, які дренують східний схил масиву Haut-Giffre (Савойські Передальпи).
У 1923 році на лівій притоці L'Eua Noire річці Barberine звели греблю для постачання води на гідроелектростанцію, що належить швейцарській залізничній компанії SBB. У 1955 році, з урахуванням зростання попиту на перевезення, на струмку Nant-de-Drance (права притока Barberine) створили водосховище Vieux Emosson площею поверхні 0,54 км2 з об'ємом 13,8 млн м3. Його утримує аркова гребля висотою 45 м та довжиною 170 м, на створення якої витратили 62 тис. м3 матеріалу. Також для постачання гідроелектростанції залучили ресурс із долини d'Emaney у верхів'ї річки Triège (ще одна ліва притока L'Eua Noire). Що стосується греблі Barberine, то вона була затоплена у 1970-х роках при спорудженні ГЕС Vallorcine.
Дериваційний тунель подає воду до машинного залу, розташованого на лівому березі річки L'Eua Noire, при цьому забезпечується напір від 804 до 811 м. Зал обладнаний п'ятьма турбінами типу Пелтон загальною потужністю 107 МВт, які виробляють 160 млн кВт·год на рік.
Відпрацьована вода потрапляє до нижнього балансуючого резервуара, звідки спрямовується на нижній ступінь гідровузла ГЕС Vernayaz. Крім того, станція може працювати в режимі гідроакумуляції, закачуючи воду до сховища Vieux Emosson, для чого вона обладнана семистадійним насосом потужністю 30 МВт.
Можливо також відзначити, що у 2000-х роках розпочалось спорудження потужної ГАЕС Nant-de-Drance, яка повинна використовувати наявні водосховища Vieux Emosson та Емоссон (останнє живить згадану вище ГЕС Vallorcine).